# ترانس‌ژن

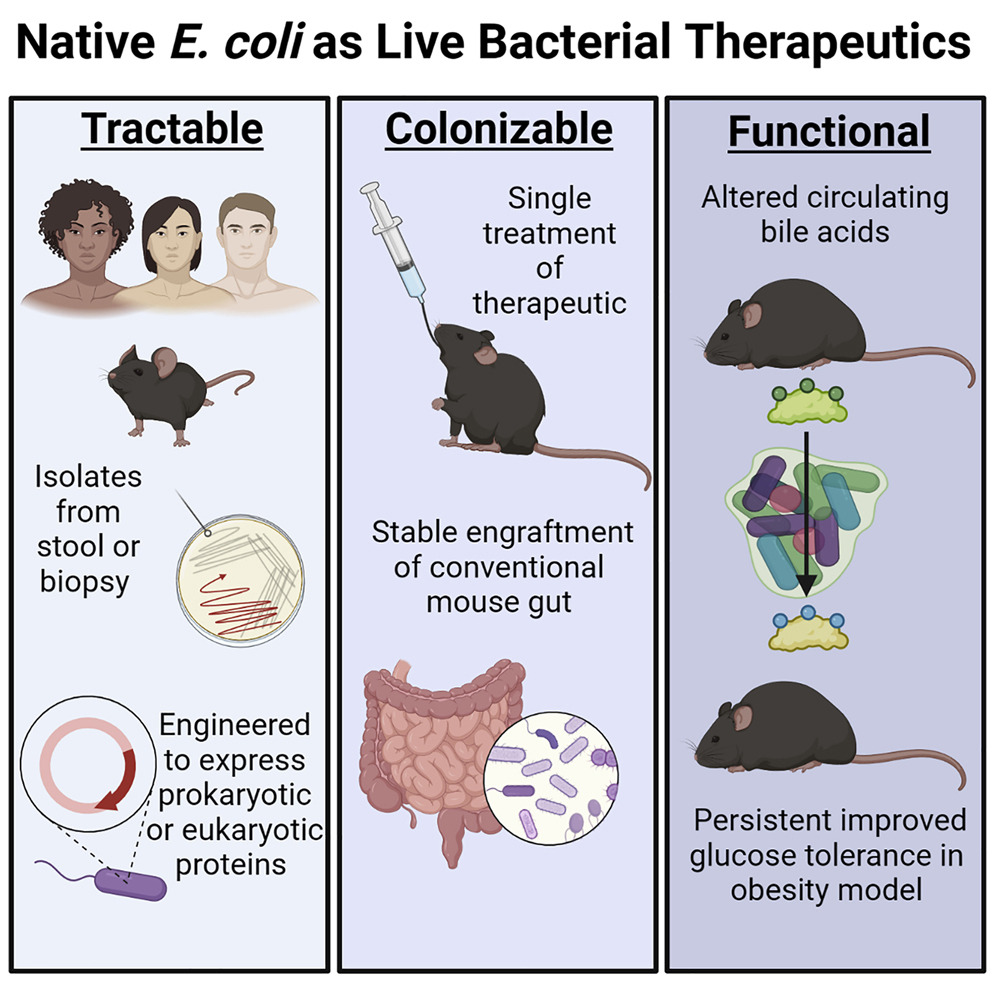
انتقال ژن یا ترانس‌ژن به روده با استفاده از باکتری‌های E. coli طبیعی (بومی بدن) می‌تواند باعث ایجاد تغییرات پایدار و بلندمدت در عملکرد فیزیولوژیکی بدن شود.

تراژن یا ترنس‌ژن یک ژن یا محتوای ژنتیکی است که به صورت طبیعی یا توسط یکی از روش‌های مهندسی ژنتیک از یک موجود زنده به موجود زندهٔ دیگر، منتقل می‌شود. بر اساس یافته‌های ابتدایی ترنس‌ژن، می‌توان به صورت بالقوه فنوتیپ موجود زنده را تغییر داد.